# Мужская сборная Филиппин по кёрлингу
Мужская сборная Филиппин по кёрлингу — представляет Филиппины на международных соревнованиях по кёрлингу. Управляющей организацией выступает Ассоциация кёрлинга Филиппин (англ. Curling Winter Sports Association of the Philippines, CWSAP, Curling Pilipinas).

## Результаты выступлений

### Панконтинентальные чемпионаты
| Год  | Место | И  | В  | П | Состав (четвёртый/скип, третий, второй, первый, запасной, тренер)                                                                                       |
| ---- | ----- | -- | -- | - | --- |
| 2023 | 10    | 9  | 7  | 2 | Марк Пфистер (скип), Christian Haller, Энрико Пфистер, Alan Frei, Benjo Delarmente (запасной), Miguel Gutierrez (тренер), Jessica Sarah Jaeggi (тренер) |
| 2024 | 9     | 12 | 12 | 0 | Марк Пфистер (скип), Christian Haller, Энрико Пфистер, Alan Frei, Benjo Delarmente (запасной), Miguel Gutierrez (тренер), Jessica Pfister (тренер)      |

### Зимние Азиатские игры
| Год       | Место          | И              | В              | П              | Состав (четвёртый/скип, третий, второй, первый, запасной, тренер)                                                                        |
| --------- | -------------- | -------------- | -------------- | -------------- | --- |
| 2003—2017 | не участвовали | не участвовали | не участвовали | не участвовали | не участвовали |
| 2025      | 1              | 7              | 6              | 1              | Марк Пфистер (скип), Christian Haller, Энрико Пфистер, Alan Frei, запасной: Benjo Delarmente, тренеры: Jessica Pfister, Miguel Gutierrez |